# Elytrimitatrix punctiventris
Elytrimitatrix punctiventris là một loài bọ cánh cứng trong họ Cerambycidae.